# Window Maker

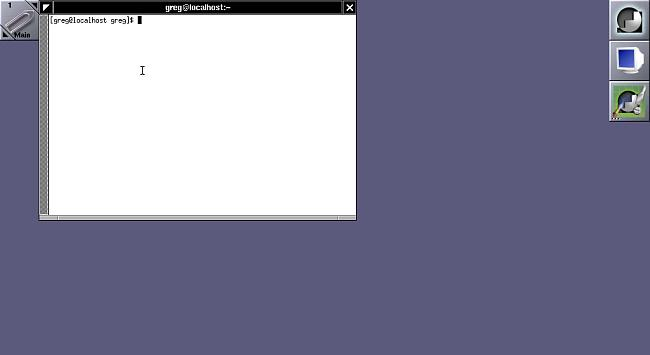
Window Maker in XDarwin

Window Maker este un manager de ferestre gratuit și cu sursă deschisă pentru Sistemul de Ferestre X. Este conceput să emuleze GUI NeXTSTEP ca și mediu compatibil OpenStep. Window Maker este parte din Proiectul GNU.